# قرار مجلس الأمن التابع للأمم المتحدة رقم 2785
قرار مجلس الأمن التابع للأمم المتحدة رقم 2785 هو قرار صدر بالإجماع عن مجلس الأمن التابع للأمم المتحدة بتاريخ 14 يوليو 2025 بشأن الوضع في هايتي. نص القرار على تمديد ولاية المكتب المتكامل للأمم المتحدة في هايتي (BINUH) لمدة ستة أشهر ونصف، حتى 31 يناير 2026، مع تضمين بنود تتعلق بدراسة إمكانية إنشاء مكتب دعم أممي لتقديم المساعدة اللوجستية والعملياتية لقوة الشرطة متعددة الجنسيات العاملة في البلاد.

## نص القرار
ينص القرار رقم 2785 على تمديد ولاية المكتب المتكامل للأمم المتحدة في هايتي (BINUH) حتى 31 يناير 2026، مع الحفاظ على نفس التفويض الأساسي الممنوح له سابقًا، مع التأكيد على دعم الجهود الدولية لتعزيز الأمن والاستقرار، ولا سيما من خلال التنسيق مع قوة الشرطة متعددة الجنسيات المصرح بها في قرارات سابقة، وطلب من الأمين العام للأمم المتحدة تقديم تقرير يتضمن:
تقييم الاحتياجات الفعلية لولاية الأمم المتحدة في هايتي.
خيارات عملية لإنشاء مكتب دعم أممي يقدم مساندة لوجستية وعملياتية لتلك القوة متعددة الجنسيات، ويتضمن أيضًا القرار تشديد الالتزام بمتابعة أوضاع حقوق الإنسان، وضمان المساءلة عن الانتهاكات.

## الوصلات الخارجية
- موقع المكتبة الرقمية الرسمي التابع للأمم المتحدة